# Doddakadathur, Malur
Doddakadathur là một làng thuộc tehsil Malur, huyện Kolar, bang Karnataka, Ấn Độ.